# Carlo Belmondo
Carlo Belmondo (Reggio Calabria, 16 ottobre 1982) è un attore e cantante italiano.

## Biografia
Trasferitosi a Roma nel 2001, comincia a studiare il metodo Stanislawskij – Strasberg con Siddhartha Prestinari. Decide di approfondire la sua formazione entrando nell'accademia triennale di Claudio e Pino Insegno, la Corrado Pani dove ha la possibilità di affinare la tecnica del canto e di studiare doppiaggio con Roberto Pedicini.
Con gli anni però continua a comporre brani inediti. Condivide il palco del Teatro San Raffaele e del Teatro dei Satiri di Roma con artisti come Tosca, Andrea Pistilli, "I Picari" (Roberto D’Alessandro, Marco Simeoli, Marta Altinier, Carola Silvestrelli).
Nel 2005 entra a far parte anche del Teatro dell’Opera di Roma dove, con la direzione artistica di Carla Fracci, prende parte per 4 anni alle rappresentazioni di Giselle, Cenerentola, serata Picasso e Dal Faust di Goethe.
Raggiunto il diploma accademico, comincia la collaborazione dapprima con Pino Insegno, quindi con Roberto Ciufoli con il quale vive una lunga tournée per l’Italia. Nel 2009 possiamo vederlo su Rai 1 in Ho sposato uno sbirro 2 (regia di Giorgio Capitani) e nel 2010 al cinema con Bar Sport con Claudio Bisio (regia di Massimo Martelli).
La passione per la musica e per la chitarra lo portano a scrivere parodie delle canzoni o brani inediti divertenti e questo gli permette di entrare nel mondo del cabaret. Nel 2013 infatti entra a far parte del cast di Colorado, programma comico in prima serata su Italia uno, con la conduzione di Paolo Ruffini, Lorella Boccia e Olga Kent. Qualche anno più tardi partecipa a Eccezionale Veramente in onda su La7 con Paolo Ruffini, Diego Abatantuono, Gabriele Cirilli e Selvaggia Lucarelli.
Nel 2014 diventa testimonial per Avis Calabria, con due SPOT – Cortometraggi di sensibilizzazione collaborando con Battaglia&Miseferi (duo comico del Bagaglino) e Max Pisu (Zelig), Massimo di Cataldo, Costantino Comito, Andrea Pisani e Luca Peracino (I panpers, Colorado). Qualche anno dopo lo troviamo ad intrattenere il pubblico del Teatro Grandinetti di Lamezia insieme a Roberto Ciufoli e Diana del Bufalo.
Nel 2016 su Canale 5 partecipa alla fiction Amore pensaci tu (regia di Francesco Pavolini) e torna al cinema con Il Mondo di mezzo di Massimo Scaglione.
Nel 2017 è protagonista del video musicale Prendimi l’anima di Massimo di Cataldo e nel 2019 presenta il suo primo inedito Non Illudermi.

## Filmografia
Cinema
- Bar Sport, regia di Massimo Martelli con Claudio Bisio, Aura Rolenzetti, Antonio Catania e Angela Finocchiaro (2010)
- Calabria Set, regia di Fabio Mollo (2011, cortometraggio)
- Tredddì movie – una notte agli studios, regia di Claudio Insegno, con Enrico Silvestrin, Giorgia Wurth, Luca Ward, Daniel Mcvicar, Sandra Milo e Pino Insegno (2012)
- Il peso del passato, scritto da Giancarlo Buzzi e diretto da Francesco Cozzupoli (2013, cortometraggio)
- Il mondo di mezzo, regia di Massimo Scaglione (2016)

Televisione
- Spot Rai 1, Festival di Sanremo, con Amadeus (2020)
- Eccezionale Veramente, La 7 (2016)
- Amore pensaci tu, Canale 5, regia di Francesco Pavolini (2016)
- Colorado, Italia 1 (2013)
- 1992 con Stefano Accorsi, regia di Giuseppe Gagliardi (2013)
- Ho sposato uno sbirro 2 - fiction Rai regia di Giorgio Capitani (2009)
- Too Many Drinks, spot contro l’omofobia, regia di Emanuele Taglieri, Christian Maria Parisi (2012)

VideoClip
- Non Illudermi, di Carlo Belmondo (2019)[3]
- Prendimi l’Anima, di Massimo di Cataldo (2017)
- Io dico no alla Pelle d’Oca, di Carlo Belmondo (2014)[4]

## Teatro
- Scqr, diretto da Roberto Galliani e Paolo Mariconda (2014/2016)
- Zelig Lab, regia di Federico Bianco (2013)
- Comic Ring Show di Stefano Fabrizi (2013)
- Alla faccia dello spread di Stefano Fabrizi e presentato da Marco Capretti (2013)
- Lunedi non riposo, regia di Roberto Ciufoli, con Olen Cesari, Tiziana Foschi, Federico Perrotta, Enrico Lo Verso, Manuel Frattini, Silvia Gavarotti e Silvia di Stefano (2011/2012)
- Giselle diretto da Carla Fracci (2006/2010)
- Cannibal! Il musical regia di Claudio Insegno (2006/2008)
- Serata Picasso diretto da Carla Fracci (2007)
- Il Cinematografo con Marco Simeoli e Marta Altinier, regia di Roberto d’Alessandro (2006)
- Cenerentola diretto da Carla Fracci (2005/2006)
- Ercole e le stalle di Augias di F. Durrenmatt, regia di Roberto d’Alessandro (2006)
- Tutti in scena, regia di Claudio Insegno (2006)
- Dal Faust di Goethe diretto da Carla Fracci (2006)
- Have a Dream regia di Claudio Insegno (2005)
- La Lisistrata di Aristofane, diretto da Bruno Crucitti (2001)